# Cigarrinha
A cigarrinha (Cuphea melvilla Lindl.) é uma planta herbácea perene, ereta, nativa da América do Sul da Venezuela ao Paraguai, usada em paisagismo, margeando locais úmidos, como lagos e córregos.